# Tomasz Wieszczycki
Tomasz Witold Wieszczycki (Łódź, 1971. december 21. –) lengyel válogatott labdarúgó, kommentátor, futballedző.

## Pályafutása

### Klubcsapatokban
Az ŁKS Łódźban kezdte pályafutását, ahol hét éven keresztül 190 bajnoki mérkőzésen lépett pályára és 47 gólt szerzett. Jó teljesítményének köszönhetően 1995-ben a Legia Warszawához igazolt. A játékost a fővárosi klub első szezonja után a francia Le Havre vásárolta meg, amellyel a 14. helyen végzett a Ligue 1-ben.
1998-ban visszatért az ŁKS-hez , amellyel megnyerte a lengyel bajnokságot. A következő szezonban Wieszczycki a Polonia Warszawához került. A varsói csapattal megnyerte a lengyel bajnokságot, a ligakupát, a lengyel kupát és a szuperkupát.
A 2001–02-es szezon előtt a játékos az ÓFI Kréta csapatához igazolt. Csak az őszi fordulót töltötte ott, majd szerződést írt alá a Dyskoboliához. Futballpályafutását 2004. április 3-án fejezte be a Polonia Warszawa elleni mérkőzésen.
A lengyel Ekstraklasában 363 mérkőzést játszott, és 99 gólt szerzett.

### A válogatottban
11 mérkőzésen szerepelt a lengyel válogatottban, és három gólt ért el. Részt vett a barcelonai 1992-es nyári olimpián, ahol ezüstérmet szerzett.

### Edzőként
2006-ban végzett egy edzői tanfolyamon, amely jogot adott számára, hogy másodligás csapatokkal dolgozzon.

### Egyéb tevékenységek
Játékos pályafutása befejezése után szakértőként dolgozik, ahol a lengyel élvonalbeli mérkőzéseket értékeli a Canal+ Polskán. Angol és spanyol bajnoki mérkőzéseket is kommentál.

## Sikerei, díjai
ŁKS Łódź
- Lengyel bajnok (1): 1997–98

  Polonia Warszawa
- Lengyel bajnok (1): 1999–2000
- Lengyel kupagyőztes (1): 2000–01
- Lengyel szuperkupa-győztes (1): 2001
- Lengyel ligakupa-győztes (1): 1999–2000

### A válogatottal
- Olimpiai ezüstérem (1): 1992

## Fordítás
- Ez a szócikk részben vagy egészben  a   Tomasz Więcczycki című lengyel Wikipédia-szócikk ezen változatának fordításán alapul.  Az eredeti cikk szerkesztőit annak laptörténete sorolja fel. Ez a jelzés csupán a megfogalmazás eredetét és a szerzői jogokat jelzi, nem szolgál a cikkben szereplő információk forrásmegjelöléseként.